# Смаглявка
«Смаглявка» (рос. Смуглянка) також відома як «Смаглявка-молдаванка» (рос. Смуглянка-молдаванка) — російська радянська пісня на слова Якова Шведова та музику Анатолія Новикова написана у 1940 році та вперше виконана у 1944 році Хором Червоної Армії у Концертному Холі Чайковського в Москві. Пісня була створена як присвята російському військовому діячу та учаснику радянсько-української війни та «червоного терору» на території України Григорію Котовському.

## Історія створення
Пісня була частиною сюїти, яку написали російські композитор Анатолій Новиков та поет Яків Шведов у 1940 році на замовлення ансамблю Київського Особливого військового округу й була створена як присвята російському військовому діячу та учаснику радянсько-української війни та «червоного терору» на території України Григорію Котовському. Проте керівництву пісня не сподобалася й у 1940 році ансамбль Київського Особливого військового округу її в репертуар не взяв. Автори згадали про пісню лише через чотири роки у 1944 році, коли Новикову зателефонував художній керівник Хору Червоної Армії Олександр Олександров й попросив запропонувати пісні для нової програми його колективу. Серед іншого Новиков показав і «Смаглявку», яку захопив з собою про всяк випадок. Але саме ця пісня і сподобалася Олександрову найбільше й він, незважаючи на те що пісня початково не сподобалася партійному керівництву, вирішив спробувати взяти її у свій репертуар якщо під-час першого виконання на публіку пісня отримає гарні відгуки. Вперше ансамбль, разом із солістом хору Нікалаєм Устіновим, виконав пісню в Концертному холі Чайковського у Москві у 1944 році. Окрім самого виконання наживо, концерт також транслювали по радіо, тож «Смаглявку» почули дуже багато людей.
Пісня отримала друге життя та популярність після того як вона прозвучала у фільмі «В бій ідуть тільки „старики“» 1973 року. За сюжетом один з головних героїв фільму — молодий льотчик — знайомить з цією піснею свою ескадрилію й одразу ж отримує прізвисько Смаглявка.
Опісля пісня «Смаглявка» в різних обробках увійшла до репертуару таких російських, українських та молдавських співаків як Йосип Кобзон, Софія Ротару, Надія Чепрага, «Zdob şi Zdub» тощо.

## Частково україномовна версія Смаглявки «Клен зелений» гурту Made in Ukraine
У 2009 році на честь 65-річниці закінчення Другої світової війни гурт «Made in Ukraine» зробив творчий переклад пісні «Смаглявка» українською мовою й гуртом була створена перша аудіо версія пісні під назвою «Смаглявка (Клен зелений)». Ідея створити переклад з'явилася під час гастролей гурту Україною у солістки Тані Дегтярьової — і вже за кілька днів з-під легкої руки авторки Ольги Павелець з'явився творчий переклад українською. Павелець створила практично повністю україномовну версію, окрім одного приспіву коли лунає оригінальний російськомовний приспів пісні. За два роки у 2011 році вийшов альбом гурту «Потанцюймо?!», куди увійшла ця пісня.
У 2014 році гурт «Made in Ukraine» випустив першу кліп-версію на пісню, цього разу під назвою «Смуглянка», в якому на початку кліпу зазначалося: «Дню Великої Перемоги присвячується». Режисером став Олександр Філатович. Наступного 2015 року вийшов однойменний альбом гурту, куди увійшла ця пісня.
У 2019 році, на честь 10-ти років з дня створення частково україномовної версії пісні, гурт «Made in Ukraine» випустив другу кліп-версію на пісню, цього разу пін назвою «Смуглянка UA» який виглядав трохи інше від версії 2014 року. Режисером так само став Олександр Філатович.

## Контроверсійності
У березні 2020 року російська розвідка запустила черговий фейк про «злих бендерівців-українців», цього разу за те що українці нібито ображають 12-річного хлопця з Волині Максима Ткачука за те що він у березні 2020 року виконав у Лондоні російську пісню «Смаглявка» у конкурсі організованому Російським посольством у ВБ у Лондоні. Цю тему зокрема розкручували всі проросійські пропагандистські блогери та псевдо-ЗМІ з України та Росії, як от Анатолій Шарій, страна.ua, вєсті.ua, телеканали Наш, 112, ZIK, NewsOne, Росія-24 тощо. Як згодом з'ясував український активіст Сергій Стерненко, проросійські псевдо-ЗМІ створили фейк про «зацькуваного українцями хлопчика», який співав «Смаглявка» з метою дискредитації України та українців.